# Haines (Alaska)

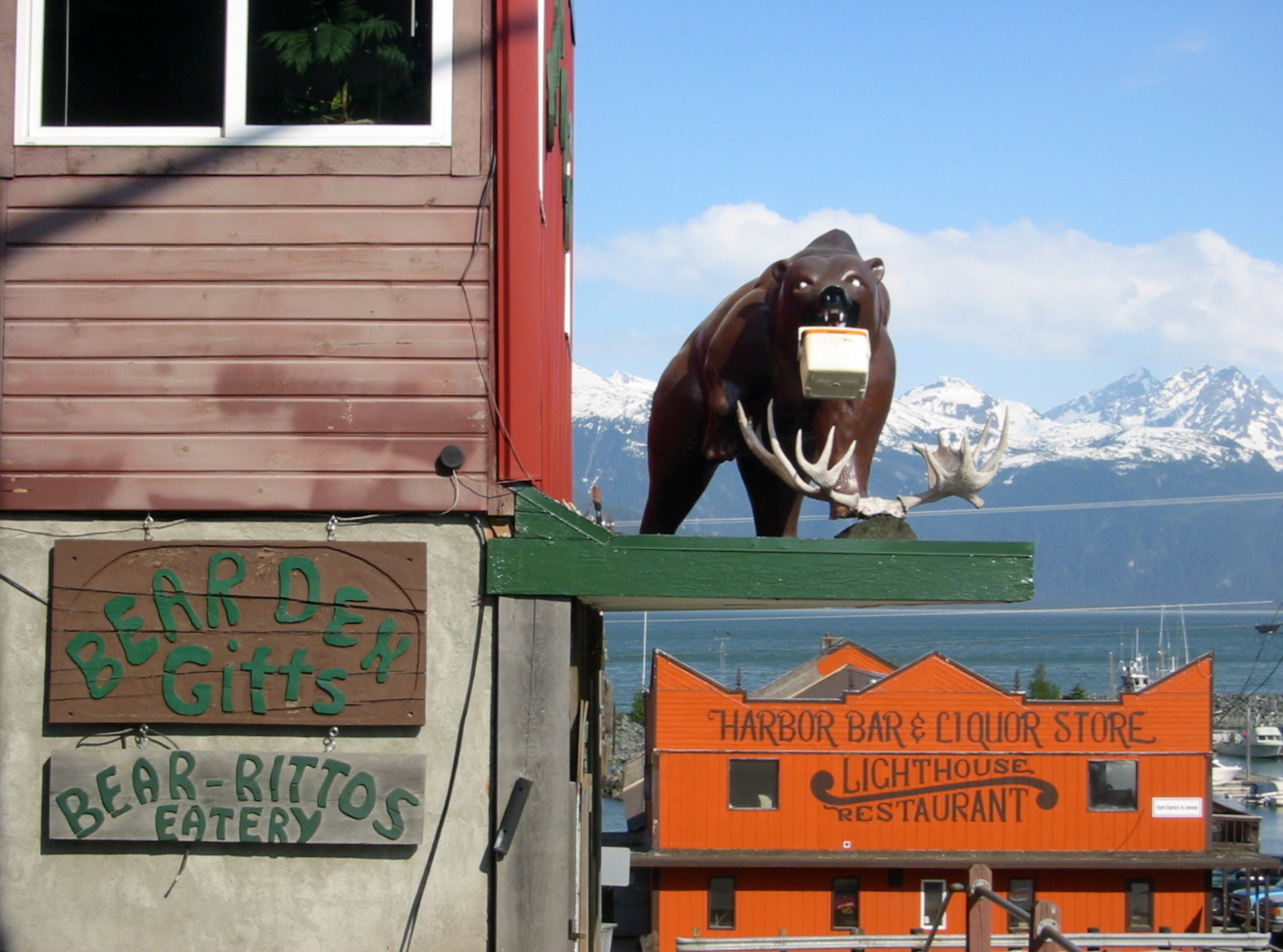
Borden in Haines

Haines is een plaats (city) in de Amerikaanse staat Alaska, en valt bestuurlijk gezien onder Haines Borough.

## Demografie
Bij de volkstelling in 2000 werd het aantal inwoners vastgesteld op 1811.

## Geografie
Volgens het United States Census Bureau beslaat de plaats een oppervlakte van 55,8 km², waarvan 35,0 km² land en 20,8 km² water.
De plaats ligt op het Chilkat Peninsula met ten oosten de Chilkoot Inlet en ten westen de Chilkat Inlet, beide gelegen aan het noordelijk uiteinde van het Lynn Canal.
Ten noorden van de plaats ligt de berg Mount Ripinski die het zuidelijk uiteinde vormt van de Takshanuk Mountains.

## Plaatsen in de nabije omgeving
De onderstaande figuur toont nabijgelegen plaatsen in een straal van 40 km rond Haines.